# Королівський театр на Друрі-Лейн
Королівський театр на Друрі-Лейн (англ. Theatre Royal, Drury Lane) — лондонський драматичний театр, розміщений у центрі Лондона, у східній частині Вест-Енду, в районі Ковент-Гарден. До початку ХХ століття він був одним з найзнаменитіших англомовних театрів світу. Головний вхід до театру з вулиці Катерини (Catherine Street), до вулиці Друрі-Лейн театр повернений своїм тилом. За 350 років свого існування театр чотири рази горів, двічі зносився, тричі банкрутував і незліченну кількість разів перебудовувався, але він працює і в наші дні.

## Історія

### Перший театр: Королівський театр на Бриджес-стріт. 1663

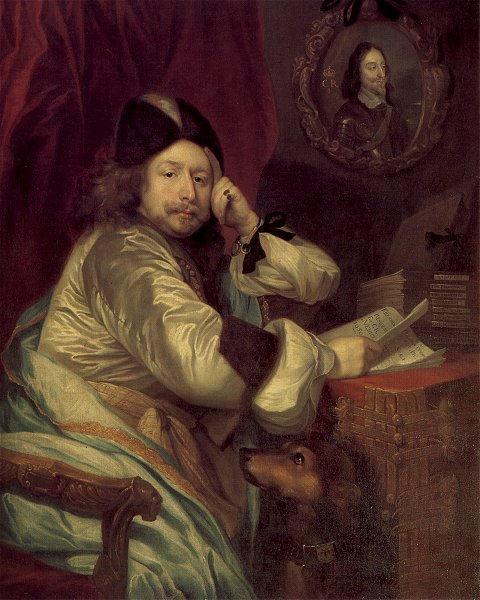
Томас Кіллігру. 1650

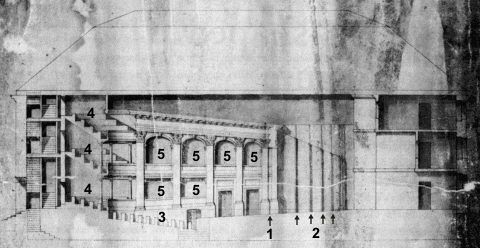
Перетин театру Крістофера Рена.
1: Авансцена. 2: Чотири пари штор, які перетинають сцену. 3: Партер. 4: Галереї. 5: Ложі.

Перша будівля театру була побудована в 1663 році за наказом Томаса Кіллігру (Thomas Killigrew, 1612—1683), придворного в часи короля Англії Карла II. Його назва пов'язана з тим, що театр оточували чотири вулиці: Друрі-Лейн (зі сходу), Бріджес (із заходу), Грейт-Расел (з півночі) і Літл-Расел (з півдня). Цей триповерховий будинок мав довжину 33 м і ширину 17 м, трирівнева зала могла вмістити 700 глядачів. Вистави розпочиналися о 15:00, тому можна було використовувати природне освітлення через скляний купол зали. Глядачі у партері сиділи на лавах оббитих грубим сукном, без опертя. Лави укладалися півкругами і кожен наступний ряд був вищий ніж попередній. Однак, 25 січня 1672 року театр згорів.

### Другий театр. 1674
Щоб не втратити постійних глядачів дуже швидко розпочали будівництво нового будинку театру. Через два роки, 24 березня 1674, архітектор Крістофер Рен завершив будівництво. Нова зала могла вмістити 2000 глядачів, вона була технологічно краще оснащена у порівнянні з попередньою. У будівлі були також інші приміщення, які були необхідні для функціонування театру — офіси, спортивні зали, складські приміщення та роздягальні для сімдесяти членів групи, а також близько п'ятдесяти технічних співробітників.
Нова будівля простояла майже 120 років, до 1791 року, коли її знесли, щоб побудувати більший театр.

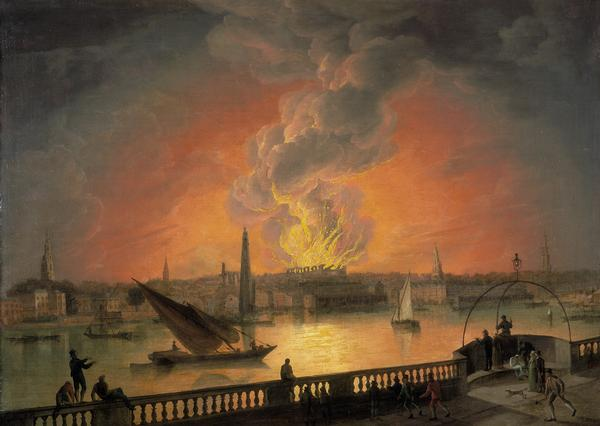
Пожежа 1809 року в театрі на Друрі-Лейн від Вестмінстерського мосту

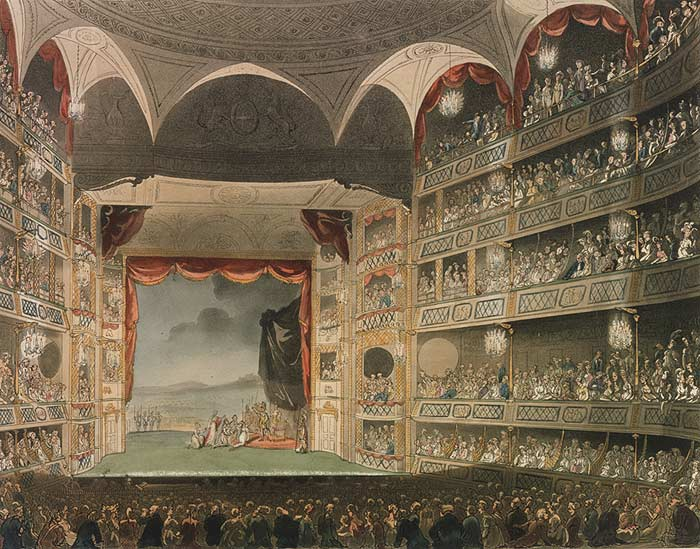
Зала третьої будівлі театру. 1808

### Третій театр. 1794
Проект нової будівлі театру створив архітектор Генрі Голанд (Henry Holland, 1745—1806) і в 1794 році театр був побудований. Тепер зала нового театру могла вмістити 3600 глядачів. Сцена мала ширину 27 м і глибину 30 м. Це була, якщо не брати до уваги церкви, найвища будівля в Лондоні та найбільший театр у Європі. Однак, лише після 15 років експлуатації, 24 лютого 1809 року будівля театру на провулку Друрі-Лейн згоріла.